# Commissaire européen à l'Économie et à la Productivité

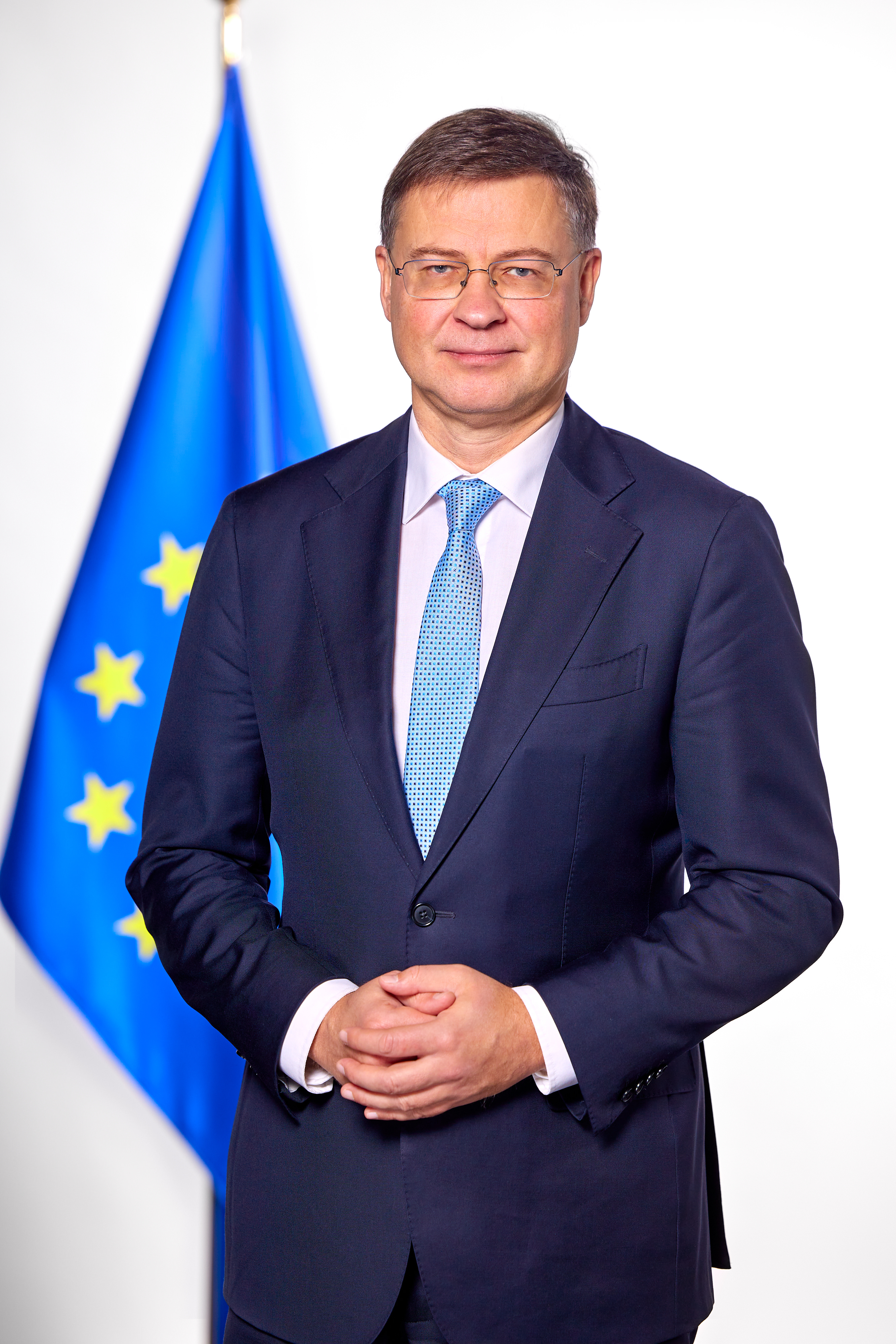
Valdis Dombrovskis, commissaire européen à l'Économie et à la Productivité depuis le 1er décembre 2024.

Le commissaire européen à l'Économie et à la Productivité est le membre de la Commission européenne responsable de l'union douanière et de la politique fiscale de l'Union européenne.
De 2014 à 2019, le poste est nommé commissaire aux Affaires économiques et financières, à la Fiscalité et aux Douanes. Jusqu'en 2014, le poste est nommé commissaire à la Fiscalité et à l'Union douanière, à l'Audit et à la Lutte contre la fraude. Avant 2010, l'audit était sous le contrôle du commissaire chargé des Affaires administratives. Le poste a été supprimé en 2014, lorsque la Commission Juncker a fusionné le poste avec celui du portefeuille des affaires économiques et financières.
Il existe une union douanière depuis la création de la Communauté économique européenne, union qui s'étend aux pays  de l'Espace économique européen non-membres de l'UE et à la Turquie, à Andorre et Saint-Marin. Depuis 2010, il est également responsable de la vérification (décharge budgétaire, audit interne, lutte contre la fraude), en particulier via le service d'audit interne et l'Office européen de lutte antifraude.
Le commissaire actuel est Valdis Dombrovskis. 

## Liste des commissaires
|   | Nom                | Pays        | Période     | Commission                       |
| - | ------------------ | ----------- | ----------- | -------------------------------- |
| 1 | Frits Bolkestein   | Pays-Bas    | 1999–2004   | Commission Prodi (Fiscalité)     |
| 2 | Neil Kinnock       | Royaume-Uni | 1999–2004   | Commission Prodi (Audit)         |
| 3 | László Kovács      | Hongrie     | 2004–2009   | Commission Barroso I (Fiscalité) |
| 4 | Siim Kallas        | Estonie     | 2004–2010   | Commission Barroso I (Audit)     |
| 5 | Algirdas Šemeta    | Lituanie    | 2010-2014   | Commission Barroso II            |
| 6 | Pierre Moscovici   | France      | 2014-2019   | Commission Juncker               |
| 7 | Paolo Gentiloni    | Italie      | 2019-2024   | Commission von der Leyen I       |
| 8 | Valdis Dombrovskis | Lettonie    | Depuis 2024 | Commission von der Leyen II      |